# José Alberto Serrano Antón
José Alberto Serrano Antón, I.E.M.E. (Zaragoza, 14 de abril de 1942) es un religioso católico español perteneciente al Instituto Español de Misiones Extranjeras que actualmente es obispo emérito de Hwange, en Zimbaue.

## Biografía
Fue ordenado sacerdote el 1 de julio de 1966 tras formarse en el Instituto Español de Misiones Extranjeras (IEME) de Burgos, y en Friburgo (Suiza). En 1970 se trasladó a la diócesis de Hwange(por aquél entonces Rodesia del Sur, actualmente Zimbabue) , donde fue vicario general y administrador diocesano. El 5 de diciembre de 2007 fue nombrado obispo de la diócesis de Hwange por el papa Benedicto XVI.
El papa Francisco aceptó su renuncia al gobierno pastoral del vicariato apostólico el 5 de julio de 2021, un año después de cumplir los 75 años, que el derecho de la Iglesia Católica establece como límite para el desempeñó de cargos episcopales.